# Philipp Ruppert
Johann Philipp Joseph Ruppert (* 20. Juli 1842 in Walldürn; † 13. September 1900 in Freiburg im Breisgau) war ein deutscher Gymnasiallehrer, Archivar, Historiker und Kunstsammler.

## Leben und Wirken
Nach dem Besuch der Gymnasien in Offenburg und Wertheim studierte Philipp Ruppert klassische Philologie an den Universitäten Freiburg i. Br. und Heidelberg. Seit 1872 war er Lehramtspraktikant in Karlsruhe, Villingen und Gernsbach. Seine erste Festanstellung erhielt er 1876 als Professor der höheren Bürgerschule zu Gernsbach, 1877 wechselte er als Vorstand an die höhere Bürgerschule in Achern. Von 1880 bis 1885 lehrte er als Professor am Gymnasium Mannheim, anschließend kurz in Baden-Baden.
Schon als Lehramtspraktikant begann Ruppert, sich die Geschichte der Orte und Landschaften zu erschließen, in denen er wirkte, zuerst Gernsbach und das Murgtal, dann Achern und die Ortenau. Später wurde Konstanz zum Mittelpunkt seines Lebens und Schaffens, wo er von 1886 bis 1893 als Professor am Gymnasium lehrte und 1889/1890 kurzzeitig das Stadtarchiv leitete.
Hier begann Ruppert mit der Veröffentlichung einer Reihe von fünf Heften, deren erstes er noch als Konstanzer Beiträge zur badischen Geschichte betitelte; in den folgenden vier Heften beschränkte er sich auf die Konstanzer Geschichte, weshalb er den Titel in Konstanzer Geschichtliche Beiträge änderte. In der Vorrede zum ersten Heft beschuldigte Ruppert den Direktor des badischen Generallandesarchivs Friedrich von Weech, ihm Quellen zur Geschichte Markgraf Bernhards I. von Baden aus dem Großherzoglichen Haus- und Staatsarchiv vorenthalten zu haben. Dies veranlasste von Weech zu einer Anzeige wegen Ehrenkränkung bei dem Direktor des Oberschulrates August Joos, die 1893 Rupperts Versetzung ans Progymnasium in Durlach nach sich zog, die von Ruppert als „Strafversetzung“ verstanden wurde. Der Zorn des Archivdirektors verfolgte Ruppert ins Grab: Zwar nahm von Weech ihn in die Totenliste des fünften Teils der Badischen Biographien auf, charakterisierte ihn aber leicht herablassend als „Verfasser zahlreicher historischer Arbeiten, die als Materialiensammlungen teilweise nicht ohne Wert sind“. Damit wird er den quellengesättigten Arbeiten Rupperts nicht gerecht, die heute zwar vielfach veraltet, aber nicht restlos durch moderne Editionen ersetzt sind. Zumal in seine kulturgeschichtlichen Miszellen ließ Ruppert humorvolle Kommentare einfließen.
In Konstanz begann Ruppert, eine Sammlung von Bildern zunächst lokaler Künstler anzulegen, die durch den Kontakt zu schweizerischen Künstlern rasch anwuchs. Nach seiner Versetzung nach Durlach knüpfte er Kontakte zur Karlsruher Kunstszene. Nach seinem Tod erschien ein Katalog seiner Sammlung mit 792 Nummern, hauptsächlich Gemälde, Zeichnungen und Grafiken des 17. bis 19. Jahrhunderts aus Mitteleuropa, Frankreich und Italien.
Philipp Ruppert war seit 1873 mit Maria, geborene Freifrau von Girardi, verheiratet.
Seit 1986 erscheint in Konstanz die stadtgeschichtliche Reihe der Delphinbücher als Konstanzer Beiträge zu Geschichte und Gegenwart. Begründet im Jahre 1888 durch Philipp Ruppert als Konstanzer Beiträge zur badischen Geschichte. Fortgeführt vom Delphin-Kreis Konstanz. Neue Folge.

## Schriften (Auswahl)
- Ufgoviana. Band I (= Beilage zum Programm der Höheren Bürgerschule zu Gernsbach). W. von Müller, Gernsbach 1876 (Digitalisat).
- Ufgoviana. Band II (= Beilage zum Jahres-Bericht der Grossherzoglichen Höheren Bürgerschule Achern, Schuljahr 1877/1878). Rudolf Bott, Achern 1878 (Digitalisat).
- Geschichte der Ortenau. Band 1. Rudolf Bott, Achern 1878 (Digitalisat).
- Beiträge zur Geschichte des Klosters Gengenbach. I. Abt Conrad von Müllheim. In: Zeitschrift für die Geschichte des Oberrheins. Band 31, 1879, S. 315–331 (Digitalisat).
- Beiträge zur Geschichte des Klosters Gengenbach. I. Abt Conrad von Müllheim. In: Zeitschrift für die Geschichte des Oberrheins. Band 32, 1880, S. 309–320 (Digitalisat).
- Beiträge zur Geschichte des Klosters Gengenbach. II. Abt Melchior Horneck von Hornberg. In: Zeitschrift für die Geschichte des Oberrheins. Band 33, 1880, S. 128–159 (Digitalisat).
- Kurze Geschichte der Stadt Achern. Achern 1880 (Digitalisat).
- Kirchliche Urkunden aus der Mortenau. In: Freiburger Diözesan-Archiv. Band 15, 1882, S. 303–307 (Digitalisat).
- Geschichte der Mortenau. Teil 1. Geschichte des Hauses und der Herrschaft Geroldseck. R. Bott, Achern 1882 (mehr nicht erschienen, Digitalisat).
- Die Kriegsereignisse im Breisgau von 1632 bis 1635 und die erste Belagerung Breisachs. D. Lauber, Freiburg i. Br. 1884 (Digitalisat).
- Straßburger Adel in der Mortenau. I. Die Erlin von Rohrburg. II. Die Liebenzeller. In: Straßburger Studien. Band 2, 1884, S. 68–77, S. 499–500.
- Regesten des Mortenauer Adels. 1. Die Neuenstein. In: Zeitschrift für die Geschichte des Oberrheins. Band 37, 1884, S. 385–411 (Digitalisat).
- Regesten des mortenauer Adels. 1. Neuenstein (Schluss). In: Zeitschrift für die Geschichte des Oberrheins. Band 38, 1885, S. 130–156 (Digitalisat).
- Regesten des mortenauer Adels. 2. Die von Schauenburg. In: Zeitschrift für die Geschichte des Oberrheins. Band 39, 1885, S. 83–180 (Digitalisat).
- Nachträge und Berichtigungen zu den Neuenstein’schen Regesten. In: Zeitschrift für die Geschichte des Oberrheins. Band 39, 1885, S. 181–182 (Digitalisat).
- Kirchliche Urkunden aus der Mortenau. In: Freiburger Diözesan-Archiv. Band 18, 1886, S. 327–332 (Digitalisat).
- Sagen aus dem Murgthale und Geschichten. Müller’sche Buchdruckerei, Gernsbach 1887 (Digitalisat).
- Konstanzer Beiträge zur badischen Geschichte. Altes und Neues. Selbstverlag des Verfassers, Konstanz 1888. – Band 2 bis 5: Konstanzer Geschichtliche Beiträge. Selbstverlag des Verfassers, Konstanz 1890–1899 (Digitalisat).
- Urkunden-Beitrag zur Geschichte der Stadt Überlingen. In: Schriften des Vereins für Geschichte des Bodensees und seiner Umgebung. Band 17, 1888, Anh. S. 1–18 (Digitalisat).
- Die Ruine Limburg und das Dorf Sasbach a. Rh. / Konstanz: Selbstverl. d. Verf., 1888
- Die vereinigten Stiftungen der Stadt Konstanz. Selbstverlag des Verfassers, Konstanz ca. 1890 (Digitalisat).
- Das alte Konstanz in Schrift und Stift. Die Chroniken der Stadt Konstanz. Münsterbau-Verein, Konstanz 1891 (Digitalisat).
- Ein Reichenauer Weistum. In: Freiburger Diözesan-Archiv. Band 24, 1895, S. 269–272 (Digitalisat).
- Die Kirche zu Lautenbach im Renchtal. In: Freiburger Diözesan-Archiv. Band 24, 1895, S. 273–290 (Digitalisat).
- Was aus dem alten Münsterschatz zu Konstanz geworden ist. In: Freiburger Diözesan-Archiv. Band 25, 1896, S. 225–266 (Digitalisat).